# Scolopocryptops curtus
Scolopocryptops curtus är en mångfotingart som först beskrevs av Masatoshi Takakuwa 1939.  Scolopocryptops curtus ingår i släktet Scolopocryptops och familjen Scolopocryptopidae.
Artens utbredningsområde är Taiwan. Inga underarter finns listade i Catalogue of Life.